# Motore Cléon-Fonte
I motori Cléon-Fonte costituiscono una famiglia di motori a scoppio prodotti dal 1962 al 2004 dalla Casa automobilistica francese Renault.

## Nascita e diffusione

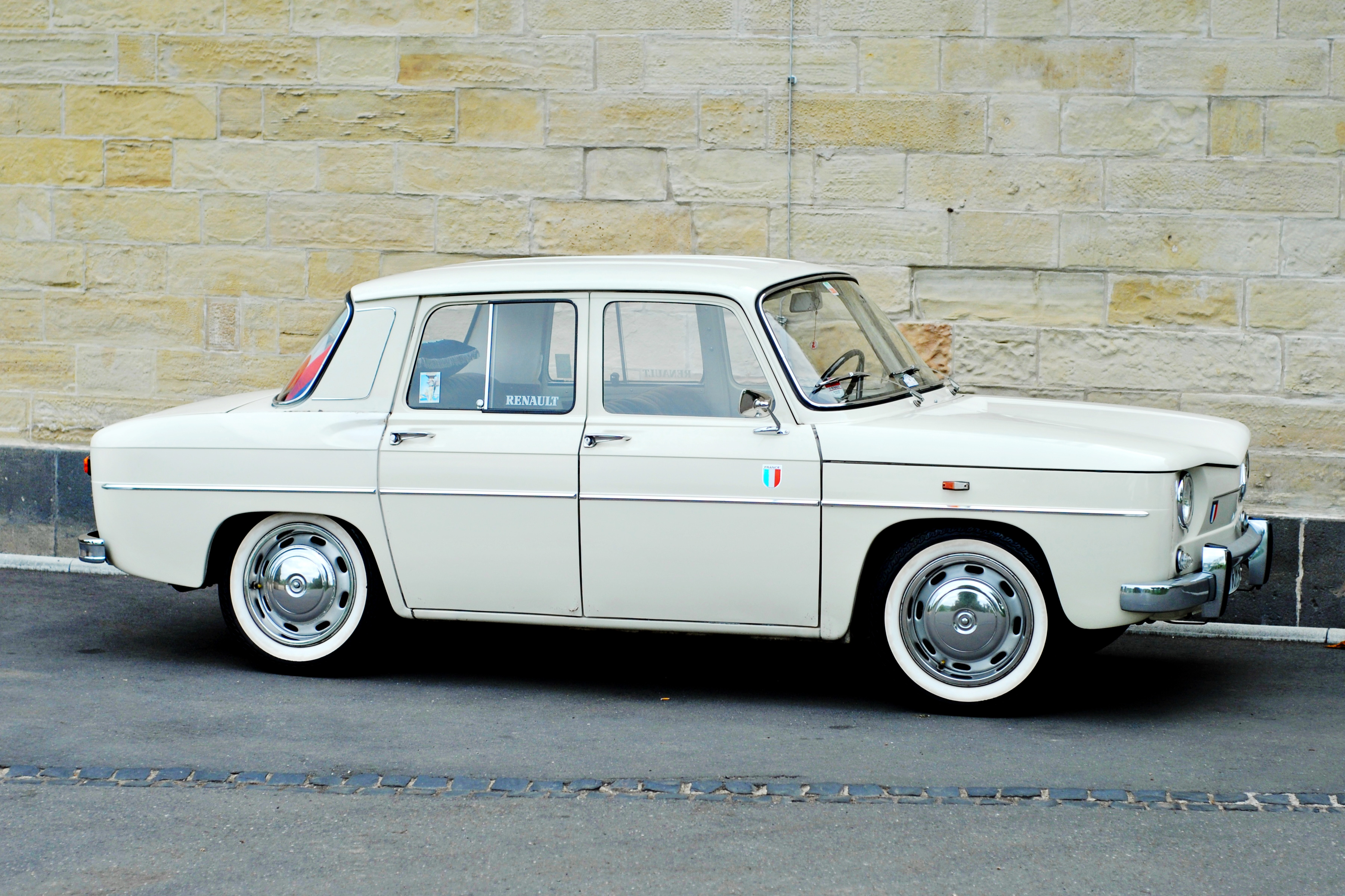
Una Renault 8 base

La storia di questa vasta, complessa e articolata famiglia di motori ha inizio alla fine degli anni cinquanta, quando l'équipe di ingegneri e tecnici Renault ricevettero l'ordine di realizzare un nuovo motore più moderno, di fascia medio-bassa, per i nuovi modelli che avrebbero debuttato di lì a poco. Come base di partenza per la futura famiglia di motori, si scelse quella comune a tutti i motori della precedente famiglia Billancourt.

Il primo di questi nuovi motori esordì al Salone di Ginevra del 1962 sotto il cofano della Renault Floride S.
Il motore Cléon-Fonte, il cui vero nome è "motore Sierra", conosciuto anche come "motore C" o "blocco C" (C per Cléon), prende il nome dalla piccola città di Cléon, nel nord della Francia, in cui sorgeva la fabbrica atta all'assemblaggio di tali motori. Si tratta di motori di cilindrata medio-bassa, ma che nel corso degli anni hanno raggiunto alti livelli prestazionali, a tal punto da essere stati utilizzati anche su vetture sportive. L'ideatore fu l'ingegnere René Vuaillat.
I motori Cléon-Fonte rappresentano una delle più importanti famiglie di motori della Renault, essendo state prodotti per diversi decenni, su vetture dalle caratteristiche spesso diversissime tra loro e per gli scopi più disparati. La loro flessibilità d'utilizzo è diventata uno dei motivi di successo di tali motori. Anche altre Case automobilistiche, tra cui la svedese Volvo e la rumena ARO, hanno usufruito di tali motori per alcuni loro modelli. Oltre che in numerosi livelli di cilindrata, la famiglia dei motori Cléon-Fonte è stata prodotta anche con alimentazione atmosferica oppure con sovralimentazione mediante turbocompressore, a carburatore o a iniezione, in posizione anteriore o posteriore, longitudinale o trasversale, accoppiato con cambi manuali (a 4 o 5 marce) oppure automatici.

### Caratteristiche
Le caratteristiche salienti dei motori Cléon-Fonte sono:
- architettura a 4 cilindri in linea;
- testata in lega di alluminio;
- basamento in ghisa;
- canne cilindri riportate in umido in ghisa;
- distribuzione a un albero a camme laterale comandato da catena e con valvole in testa;
- testata a due valvole per cilindro;
- albero a gomiti a 5 supporti di banco;
- raffreddamento ad acqua.

L'alimentazione, nella stragrande maggioranza dei casi, era a carburatore, solo le ultimissime versioni erano a iniezione elettronica. I motori Cléon-Fonte hanno ricoperto una gamma di cilindrate comprese tra 1 e 1.4 litri, per un totale di 5 livelli di cilindrata in tutto.
Oltre che in diversi livelli di cilindrata, i motori Cléon-Fonte furono prodotti anche in svariate altre configurazioni. Si sono avuti motori aspirati o sovralimentati mediante turbocompressore, a carburatore (monocorpo o doppio corpo) oppure a iniezione, disposti longitudinalmente o trasversalmente, accoppiati con cambi manuali (a 4 o 5 marce) oppure automatici.

### Diversificazione ed espansione nel mondo
A partire dal 1969 i motori Cléon-Fonte, fino a quel momento utilizzati quasi esclusivamente in posizione posteriore (faceva eccezione solo il furgoncino Estafette), cominciarono a diffondersi anche all'interno dei cofani anteriori, quando fece il suo debutto la Renault 12. La stragrande maggioranza dei motori Cléon-Fonte fu alimentata a carburatore, solo gli ultimissimi esemplari ricevettero l'iniezione elettronica. A partire dal 1971 la produzione fu estesa anche allo stabilimento rumeno di Pitești, dove già all'epoca era attiva la storica consociata europea della Renault, ossia la Dacia. In seguito, nel corso degli anni successivi, la produzione fu ulteriormente estesa anche ad altri Paesi nel mondo, e cioè: Spagna, Argentina, Brasile e persino Australia. 
Nel 1976, con l'arrivo della Renault 14, equipaggiata tra l'altro con motori progettati in collaborazione con la Peugeot, fece pensare a un possibile pensionamento dei motori Cléon-Fonte. La R14, che non riscosse il successo sperato, fu mal percepita dal pubblico a causa di tutta una serie di errori di marketing e di progettazione. Tra questi ultimi, proprio quello di scegliere dei motori progettati in collaborazione con la storica rivale di Sochaux. Per questo, i due modelli che avrebbero raccolto l'eredità della R14 avrebbero sancito il ritorno in gran carriera dei motori Cléon-Fonte, ma con in più una novità significativa. Nel 1981 fecero infatti la loro comparsa i primi Cléon-Fonte disposti trasversalmente, montati sotto il cofano dei modelli Renault 9 e Renault 11. Rapidamente la soluzione trasversale si estese anche ad altri modelli della Casa francese e soppiantò la disposizione longitudinale.
A partire dal 1996, la produzione del motore Cléon-Fonte cessò in Francia ma continuò in Romania. Nel Paese transalpino furono prodotti fino al 1996 quasi 15 milioni di motori Cléon-Fonte. Qui il motore Cléon-Fonte fu prodotto anche in una variante di cilindrata mai visto invece nei mercati dell'Europa Occidentale. Tale variante aveva una cilindrata di 1557 cm³. Fu proprio un 1.6 rumeno l'ultimo dei motori Cléon prodotti: esso uscì dalle linee di assemblaggio lunedì 29 novembre 2004 e fu appunto un 1.6 da 68 CV con numero di serie 2.527.155. Alla fine della loro pluridecennale carriera i motori Cléon-Fonte furono prodotti in ben 27.277.306 esemplari, fatto che rese tali motori tra i più famosi dell'intera produzione Renault.

### Versioni e applicazioni
Come già detto più volte, sono state quindi prodotte nel corso degli anni svariate versioni e varianti di questi motori. Le tabelle proposte riportano il codice motore per ogni applicazione. Infatti, specialmente presso la Renault (ma anche presso altre Case) il codice motore è spesso differente da un'applicazione a un'altra anche se possiede caratteristiche pressoché identiche. Per le applicazioni risalenti agli anni sessanta e settanta, la codifica seguiva un formato del tipo xxx.yy, dove le prime tre cifre indicavano il codice di una certa cilindrata (per esempio, il motore Cléon-Fonte da 956 cm³ era 689, mentre le ultime due cifre variavano da una applicazione a un'altra. A volte, tra il punto e le ultime due cifre veniva interposto un 7, ma il significato era praticamente lo stesso. Tra la fine degli anni '70 e l'inizio degli anni ottanta, la codifica è stata mutata secondo i canoni ancora in vigore oggigiorno, vale a dire con una lettera una cifra numerica e un'altra lettera.

#### Type 689 (o C1C): 956 cc
Il primo motore Cléon-Fonte in ordine cronologico ha debuttato nel 1962 ed era caratterizzato da misure di alesaggio e corsa pari a 65x72 mm, per una cilindrata totale di 956cc. L'alimentazione era a carburatore monocorpo Zenith o Solex. 

Di seguito vengono mostrate le varie applicazioni:
| Variante | Rapporto di compressione | Potenza CV/rpm | Coppia Nm/rpm | Applicazioni                         | Anni di produzione |
| -------- | ------------------------ | -------------- | ------------- | ------------------------------------ | ------------------ |
| 1.       | 8,3                      | 34/5000        | 63,8/2500     | Renault 4 TL                         | 1987-93            |
| 2.       | 8,5                      | 43/5200        | 75/2500       | Renault 8 base                       | 1962-68            |
| 3.       | -                        | 47/5500        | 63,8/3000     | Renault 5 TL                         | 1972-79            |
| 4.       | 9,25                     | 44/5500        | 63,8/3500     | Renault 5 Lauréate L                 | 1985               |
| 5.       | 9,75                     | 42/5750        | 63/3000       | Renault Supercinque C, TC, C Société | 1985-87            |
| 6.       | 9,5                      | 44/5500        | 68/3500       | Renault Floride S                    | 1962-63            |
| 6.       | 9,5                      | 44/5500        | 68/3500       | Renault Caravelle base               | 1963-68            |
| 7.       | 8,5                      | 49/5200        | -             | Alpine-Renault A110 1.0              | 1962-64            |

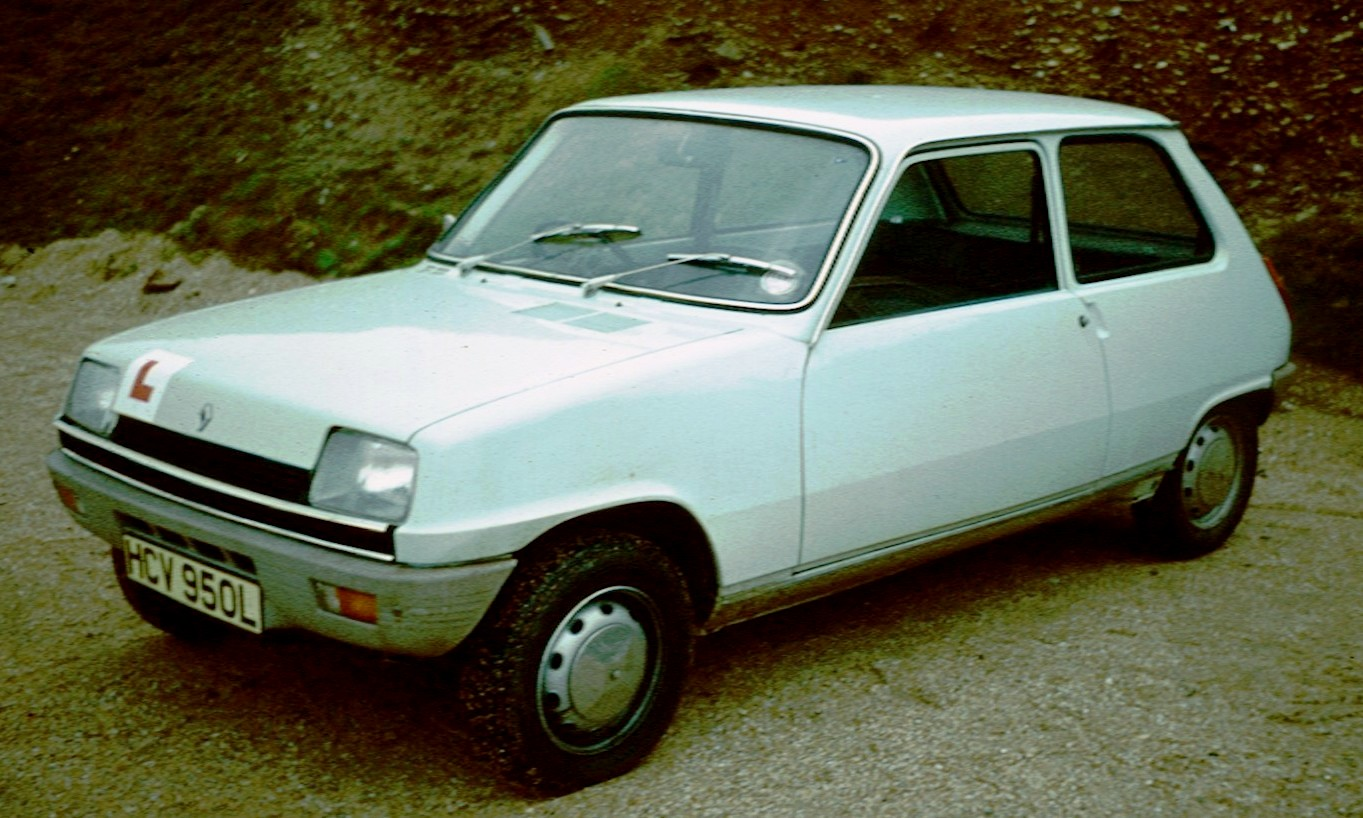
Tra le varie applicazioni del motore Cléon-Fonte 689 vi è la Renault 5.

Una sotto-variante con rapporto di compressione ridotto a 8:1 erogava una coppia massima di 58 N m a 2500 giri/min ed è stata montata sulle Renault 5 Van 950 prodotte dal 1976 al 1979. Inoltre, altre varianti di questo motore hanno trovato applicazione su:
- Renault Express base (1985-91);
- Renault 6 base (solo per il mercato spagnolo).

#### Type 688 (o C1E): 1108 cc
Poco tempo dopo il Type 689 arrivò il Type 688, che si differenziava dal precedente per l'alesaggio, aumentato da 65 a 70 mm, con conseguente aumento della cilindrata a 1108 cc. Questo motore è stato proposto in più varianti ognuna contraddistinta da sigle nel formato 688.xx per le applicazioni meno recenti e C1E-xxx per quelle temporalmente più vicine. In generale tali motori erano caratterizzati come segue.

##### Principali applicazioni

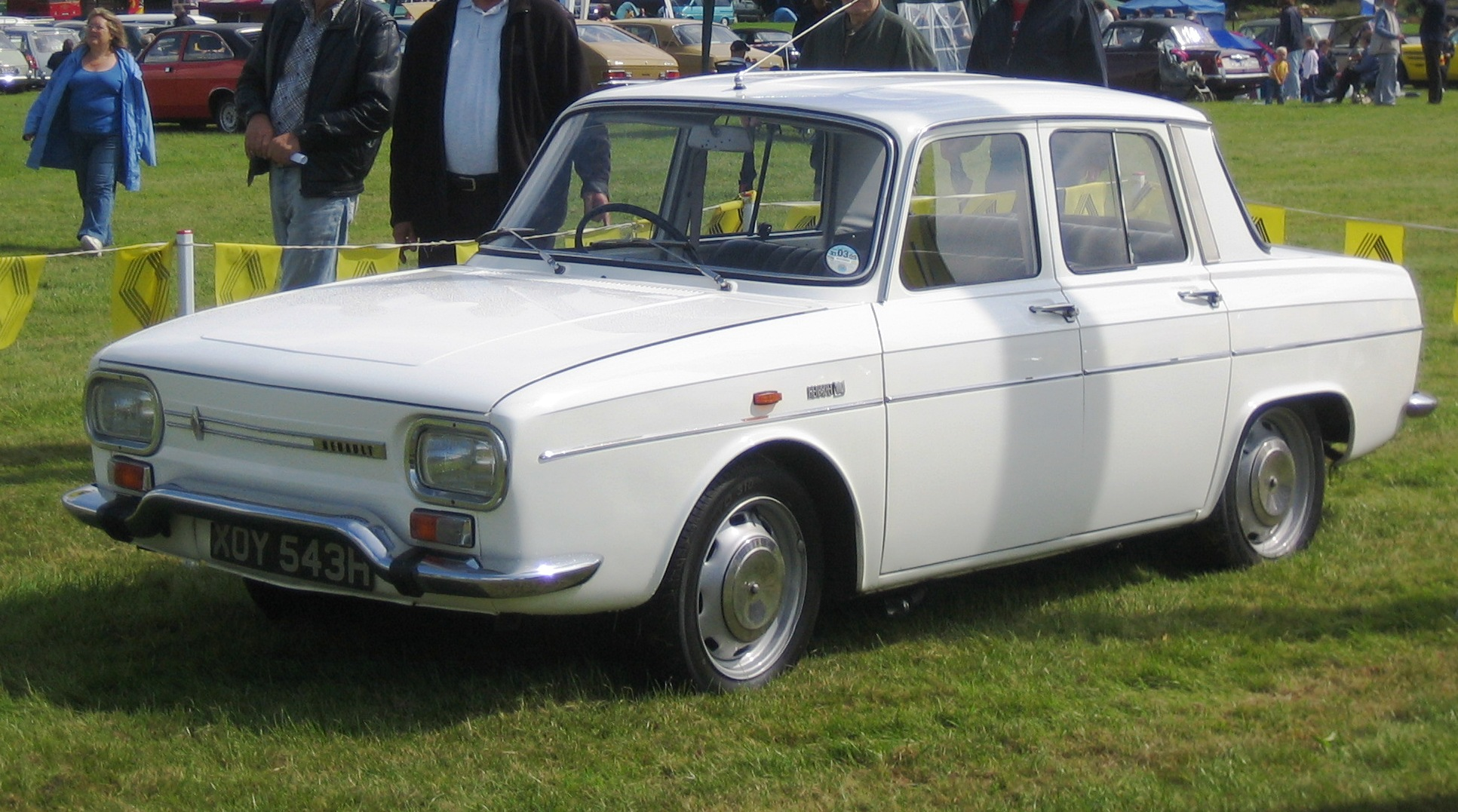
Il motore Cléon-Fonte 688/C1E ha trovato applicazione in molti modelli: dalla R10...

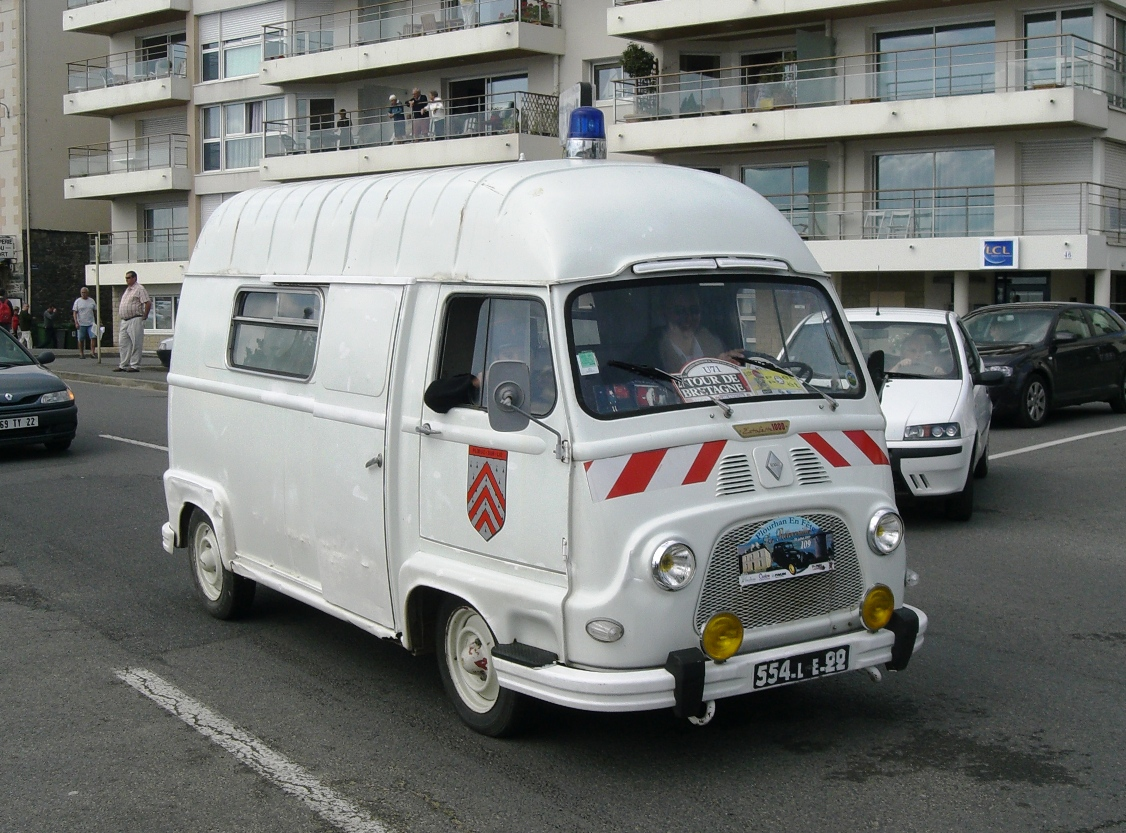
...al furgone Estafette...

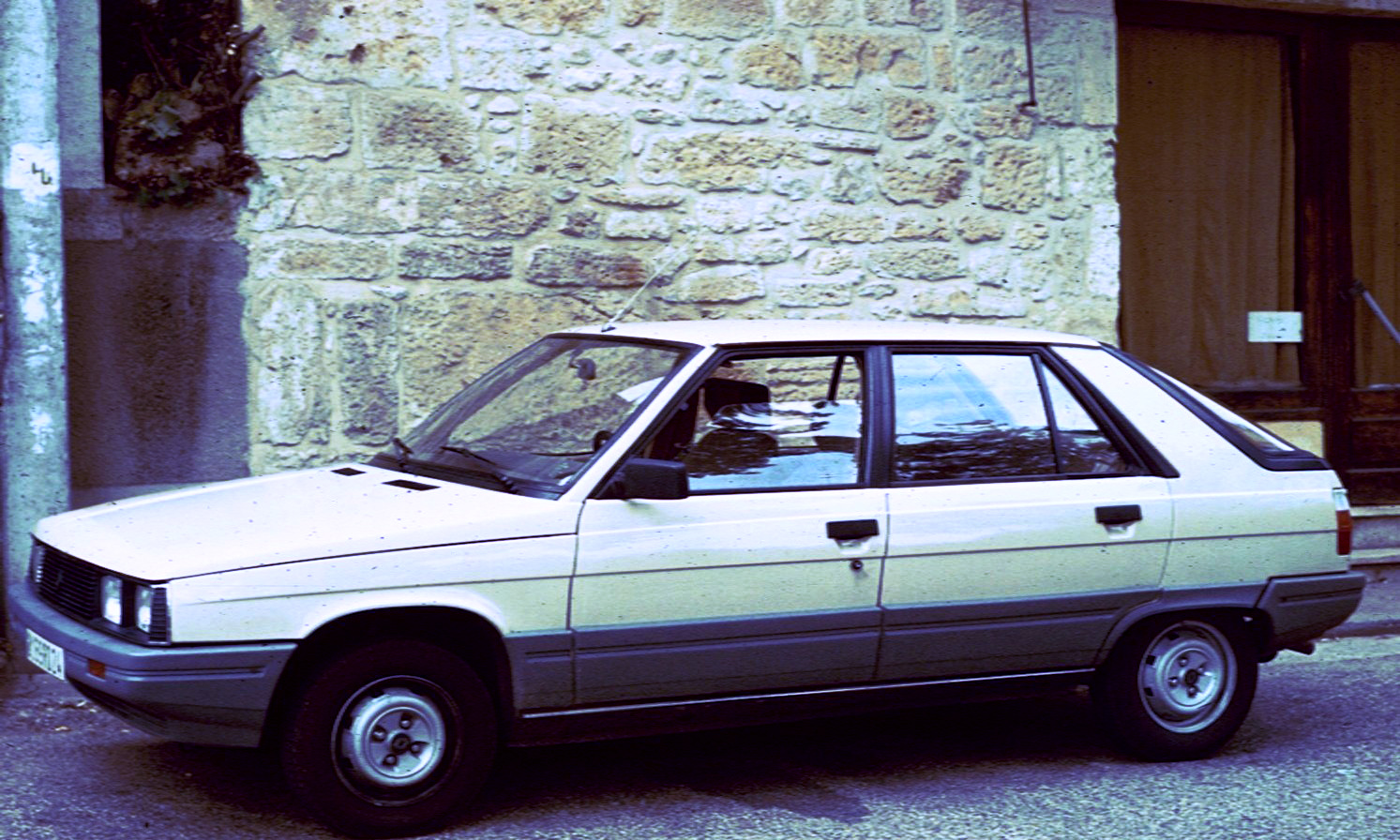
...fino alle più moderne R11...

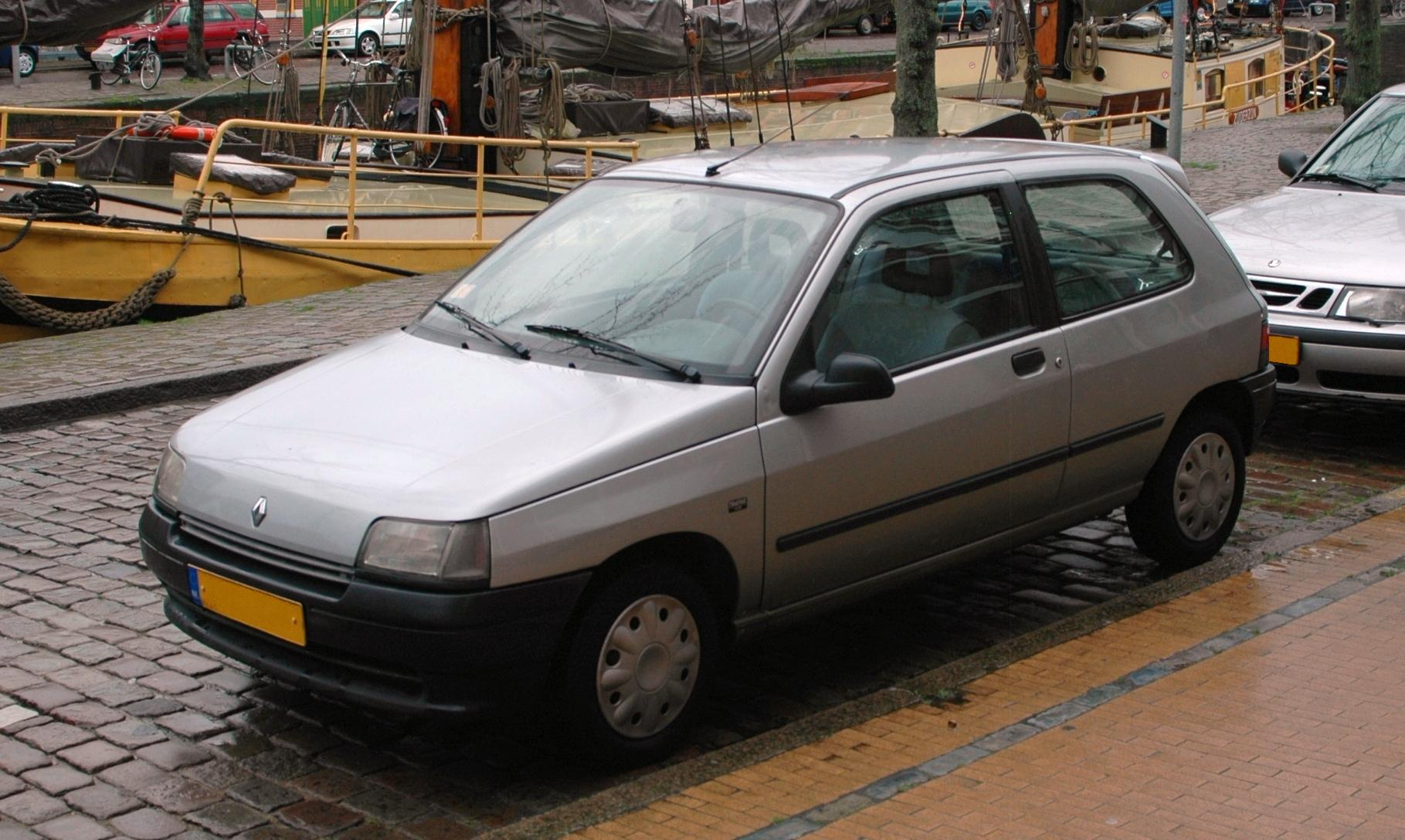
...e Clio prima serie.

| Variante       | Alimentazione                  | Rapporto di compressione | Potenza CV/rpm | Coppia Nm/rpm | Applicazioni                           | Anni di produzione |
| Motori 688.xx  | Motori 688.xx                  | Motori 688.xx            | Motori 688.xx  | Motori 688.xx | Motori 688.xx                          | Motori 688.xx      |
| -------------- | ------------------------------ | ------------------------ | -------------- | ------------- | -------------------------------------- | ------------------ |
| 1.             | Carburatore monocorpo          | 8,5                      | 46/4600        | 84/2500       | Renault 8 Major                        | 1964-65            |
| 1.             | Carburatore monocorpo          | 8,5                      | 46/4600        | 84/2500       | Renault 8 base                         | 1968-73            |
| 1.             | Carburatore monocorpo          | 8,5                      | 46/4600        | 84/2500       | Renault 10 base                        | 1965-71            |
| 1.             | Carburatore monocorpo          | 8,5                      | 46/4600        | 84/2500       | Renault Estafette R2132/33/34/35       | 1962-68            |
| 2.             | Carburatore monocorpo          | 8,5                      | 46/4600        | 84/3000       | DAF 55                                 | 1967-72            |
| 3.             | Carburatore monocorpo          | 9,5                      | 46/5300        | 76/3000       | Renault 6 TL                           | 1970-80            |
| 4.             | Carburatore monocorpo          | 9,5                      | 45/4400        | 84/2000       | Renault 5 TL                           | 1980-84            |
| 4.             | Carburatore monocorpo          | 9,5                      | 45/4400        | 84/2000       | Renault 5 Van 1100                     | 1979-85            |
| 5.             | Carburatore monocorpo          | 8,5                      | 47/5200        | 75/2700       | DAF 66 base                            | 1972-75            |
| 5.             | Carburatore monocorpo          | 8,5                      | 47/5200        | 75/2700       | Volvo 66 1.1                           | 1975-80            |
| 6.             | Carburatore doppio corpo Weber | 8,5                      | 58/5500        | 81/3000       | Renault Caravelle S                    | 1964-68            |
| 6.             | Carburatore doppio corpo Weber | 8,5                      | 58/5500        | 81/3000       | Renault 8 S                            | 1969-71            |
| 7.             | Carburatore doppio corpo Solex | 10                       | 63/5600        | 85/3500       | DAF 66 1.1 Marathon                    | 1972-75            |
| 8.             | Due carburatori doppio corpo   | -                        | 70/6500        | -             | Djet I                                 | 1962-63            |
| Motori C1E-xxx |                                |                          |                |               |                                        |                    |
| 1.             | Carburatore monocorpo          | 9,5                      | 34/4000        | 74/2500       | Renault 4 GTL                          | 1978-92            |
| 2.             | Carburatore monocorpo          | 9,25                     | 47/5250        | 80,4/2500     | Renault 7 TL e GTL                     | 1979-82            |
| 2.             | Carburatore monocorpo          | 9,25                     | 47/5250        | 80,4/2500     | Renault 9 C, TC, GTC e TCE             | 1981-87            |
| 2.             | Carburatore monocorpo          | 9,25                     | 47/5250        | 80,4/2500     | Renault 11 C, TC, GTC e TCE            | 1983-87            |
| 2.             | Carburatore monocorpo          | 9,25                     | 47/5250        | 80,4/2500     | Renault Express 1.1                    | 1985-94            |
| 2.             | Carburatore monocorpo          | 9,25                     | 47/5250        | 80,4/2500     | Renault Supercinque L e TL             | 1984-87            |
| 2.             | Carburatore monocorpo          | 9,25                     | 47/5250        | 80,4/2500     | Renault Supercinque GL/GTL/Société 1.1 | 1985-87            |
| 2.             | Carburatore monocorpo          | 9,25                     | 47/5250        | 80,4/2500     | Renault Supercinque SL 1.1             | 1987-89            |
| 2.             | Carburatore monocorpo          | 9,25                     | 47/5250        | 80,4/2500     | Renault Supercinque Five 1.1           | 1990-93            |
| 2.             | Carburatore monocorpo          | 9,25                     | 47/5250        | 80,4/2500     | Renault Clio Mk1 RN 1.1                | 1990-92            |

##### Altre varianti
Sono esistite anche alcune varianti utilizzate negli anni '60 prevalentemente in ambito sportivo. Una di queste varianti, della potenza massima di 70 CV, è stata montata sulle Djet II della scuderia Renault d'inizio decennio, capitanata da René Bonnet. 

Un'altra variante erogava 66 CV SAE (60 CV DIN) e ha equipaggiato le prime Alpine-Renault A110 dotate di motore 1.1 e prodotte dal 1964 al 1969.

#### Type 804

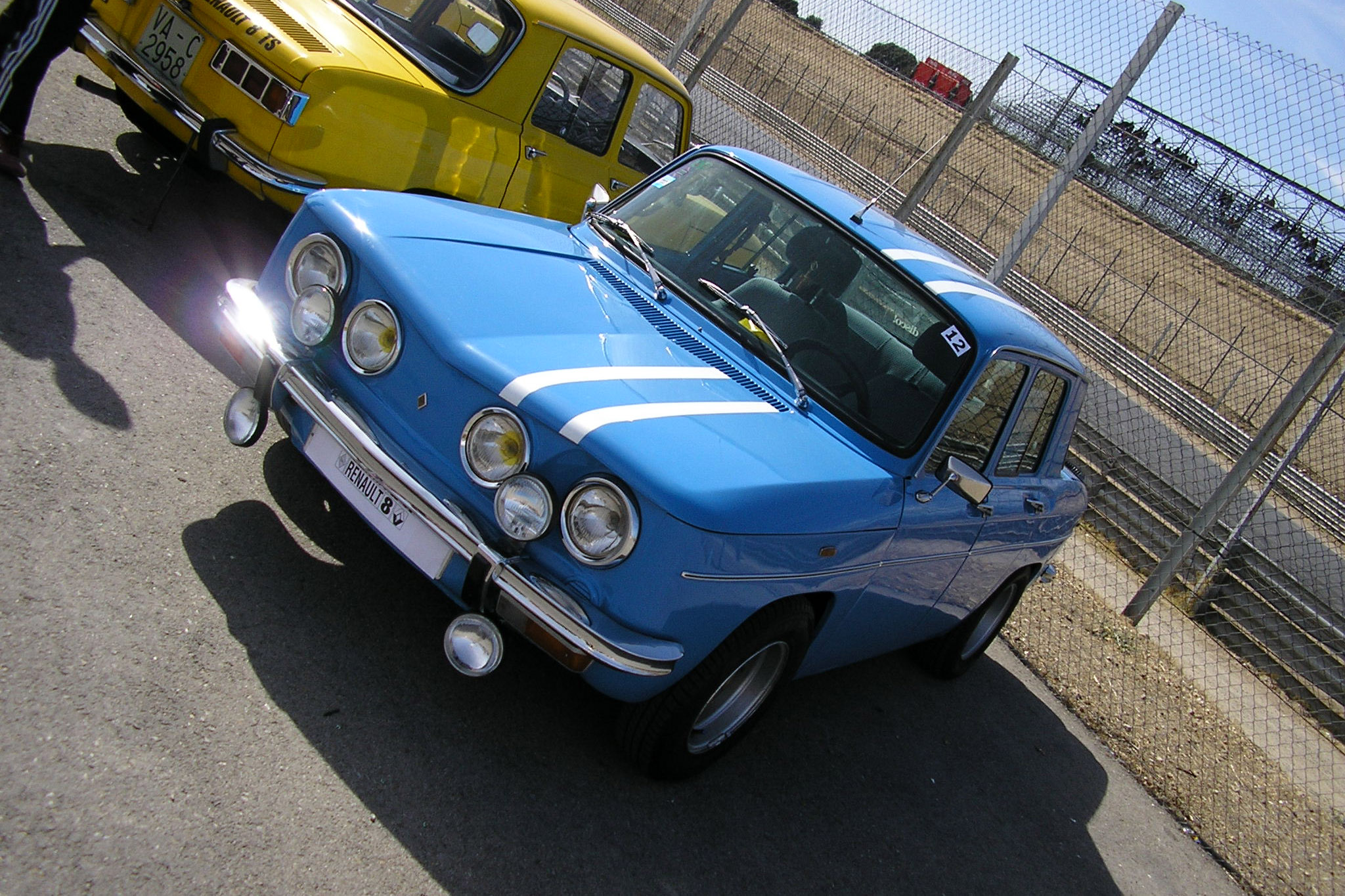
Una Renault 8 Gordini

I motori 804 erano due: uno è un'evoluzione del 1.1 visto in precedenza, mentre l'altro è una rielaborazione più profonda.
La versione da 1.1 litri, come appena accennato, era un'evoluzione del più tranquillo 1.1 688 (che però è stato rivisto molto in profondità, tanto da essere stato considerato come un motore a parte).

Innanzitutto è stato aumentato il rapporto di compressione, portandolo a 10.4:1. In secondo luogo sono stati utilizzati due carburatori doppio corpo Solex 40PHH2 (che negli ultimi mesi di produzione sono stati sostituiti da due Weber 40DCOE).

La potenza massima era di 90 CV SAE (78 CV DIN) a 6500 giri/min, mentre la coppia massima raggiungeva 87 N m a 5500 giri/min. Questo motore è stato utilizzato su:
- Renault 8 Gordini (1964-66);
- Matra Djet V (1965-66).

Una versione leggermente più potente, in grado di eorgare 95 CV SAE, è stata montata sulle Alpine-Renault A110 "100", prodotte dal 1965 al 1969.
Ma la vera e propria seconda variante siglata 804 era un motore utilizzato praticamente solo sulle Alpine-Renault A110 1300 S, prodotte dal 1965 al 1971. Questo motore deriva dal 1.1 804, ma è stato rivisto molto a fondo, e arrivava a 1296 cc di cilindrata, con una potenza massima di 120 CV SAE.

#### Type 812: 1255 cc
Questo motore è una delle poche versioni superquadre dei motori Cléon-Fonte: è infatti basata sull'unità 688 da 1.1 litri, rispetto alla quale si differenzia per l'alesaggio, aumentato fino a 74,5 mm, mentre la corsa è rimasta ferma a 72 mm. La cilindrata ha potuto così raggiungere 1255 cc. Questo motore è stato utilizzato su modelli spinti, spesso destinata alle competizioni, o comunque a un utilizzo tutt'altro che tranquillo: era caratterizzato perciò da un rapporto di compressione aumentato a 10,5:1 e dall'alimentazione affidata a due carburatori doppio corpo Weber 40DCOE. La potenza massima raggiungeva 103 CV SAE (88 CV DIN) a 6750 giri/min, con un picco di coppia pari a 117 N m a 5000 giri/min, un regime piuttosto alto, caratteristico proprio dei motori spinti.

Questo motore è stato montato su:
- Renault 8 Gordini (1966-70);
- Alpine A110 1300 G (1967-71);
- Matra Jet 6 (1967-68).

Nella Matra Jet 6 la potenza crebbe leggermente, fino a 105 CV, mentre la coppia subì invece un decremento, scendendo a 98 Nm a 4000 giri/min.

#### Type 810: 1289 cc

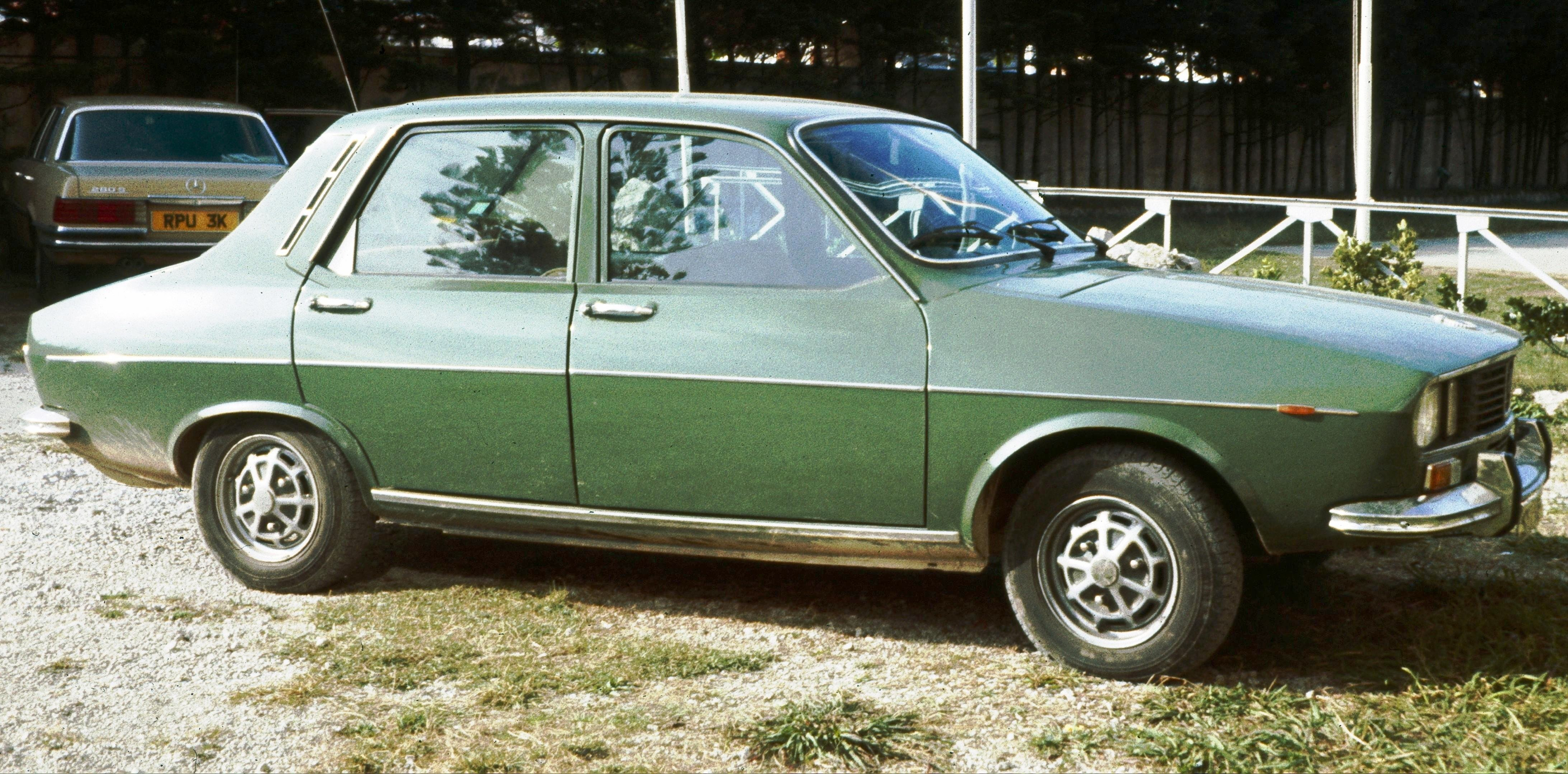
Una Renault 12 TS

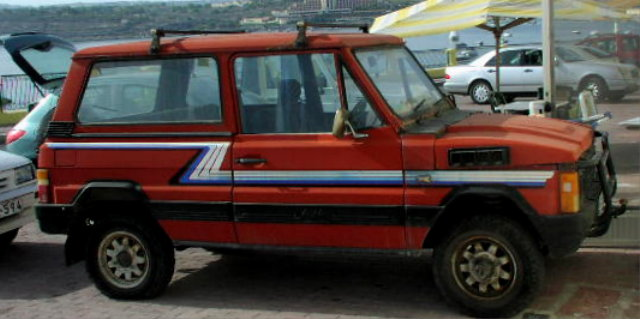
Il motore Cléon-Fonte 810 è stato montato anche su modelli non Renault come la Aro serie 10...

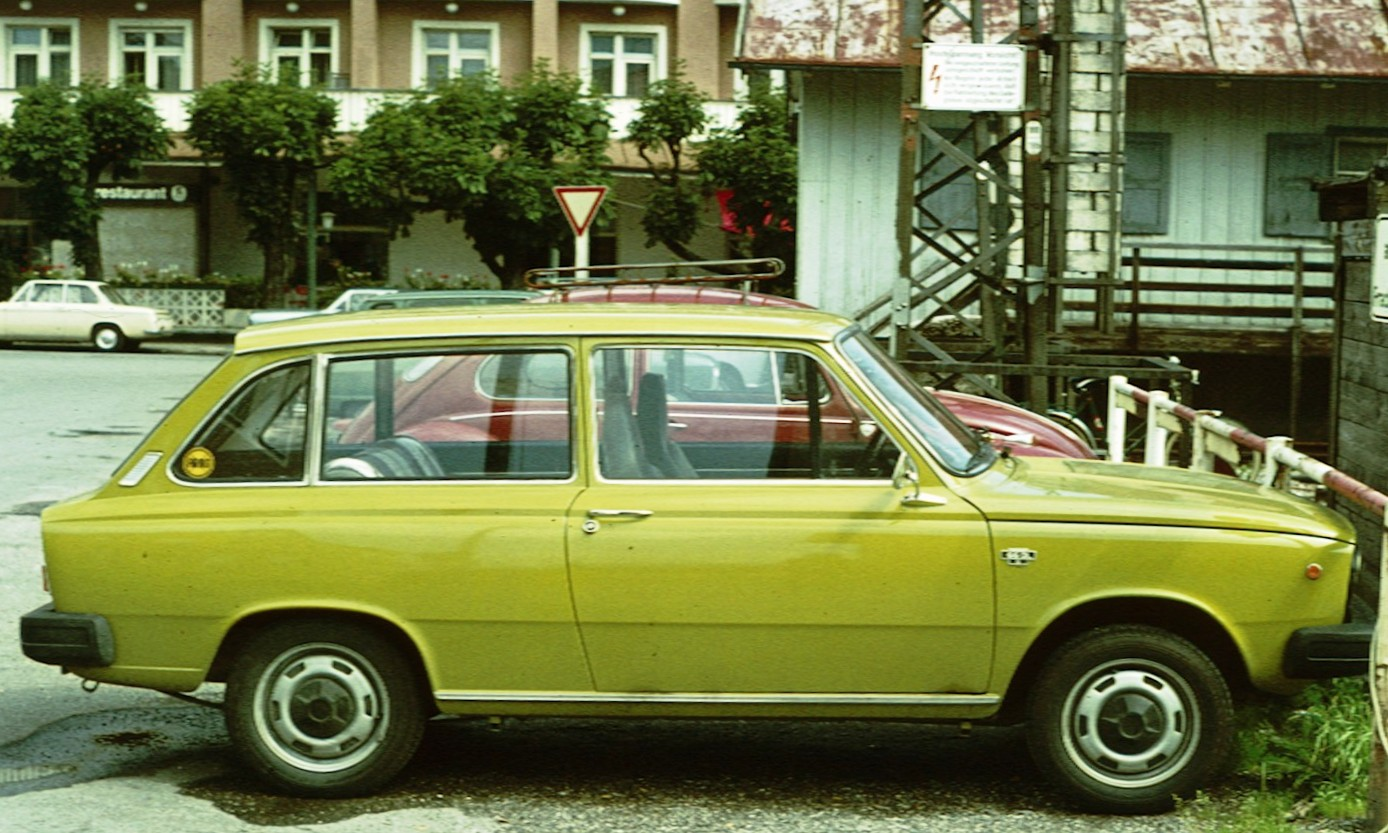
...e la olandese DAF 66.

Il motore Type 810 è una nuova versione della grande famiglia di motori Cléon-Fonte. Rispetto alle versioni precedenti cambiano sia la misura dell'alesaggio che quella della corsa, portate rispettivamente a 73x77 mm. La cilindrata totale è salita perciò a 1289 cc. Questo motore è stato proposto in alcune varianti, non molto dissimili tra loro, e le cui caratteristiche sono riportate nella tabella che segue.
| Variante | Alimentazione            | Rapporto di compressione | Potenza CV/rpm | Coppia Nm/rpm | Applicazioni               | Anni di produzione |
| -------- | ------------------------ | ------------------------ | -------------- | ------------- | -------------------------- | ------------------ |
| 1.       | Carburatore monocorpo    | 8,5                      | 52/4800        | 95/3000       | Renault 10 Major           | 1968-71            |
| 2.       | Carburatore monocorpo    | 8,5                      | 54/5250        | 88/3000       | ARO 10.1 e 10.4            | 1980-84            |
| 3.       | Carburatore monocorpo    | 8,5                      | 54/5250        | 92/2500       | Renault 5 Automatic        | 1978-81            |
| 3.       | Carburatore monocorpo    | 8,5                      | 54/5250        | 92/2500       | Renault 12 L e TL          | 1969-80            |
| 3.       | Carburatore monocorpo    | 8,5                      | 54/5250        | 92/2500       | Renault 12 Break LN e TN   | 1974-76            |
| 3.       | Carburatore monocorpo    | 8,5                      | 54/5250        | 92/2500       | Renault Estafette R2136/37 | 1968-80            |
| 4.       | Carburatore doppio corpo | 10                       | 57/5200        | 99/3000       | Daf 66 1.3 Marathon        | 1973-75            |
| 4.       | Carburatore doppio corpo | 10                       | 57/5200        | 99/3000       | Volvo 66 1.3               | 1975-80            |
| 5.       | Carburatore doppio corpo | 9,5                      | 60/5500        | 96/3500       | Renault 12 TS              | 1972-79            |
| 5.       | Carburatore doppio corpo | 9,5                      | 60/5500        | 96/3500       | Renault 12 Break TS        | 1974-79            |
| 5.       | Carburatore doppio corpo | 9,5                      | 60/5500        | 96/3500       | Renault 15 TL              | 1971-79            |
| 6.       | Carburatore doppio corpo | 9,5                      | 64/6000        | 92/3500       | Renault 5 LS               | 1974-75            |
| 6.       | Carburatore doppio corpo | 9,5                      | 64/6000        | 92/3500       | Renault 5 TS               | 1975-81            |
| 6.       | Carburatore doppio corpo | 9,5                      | 64/6000        | 92/3500       | Renault 5 GTL              | 1976-79            |

#### Type C1G: 1237 cc

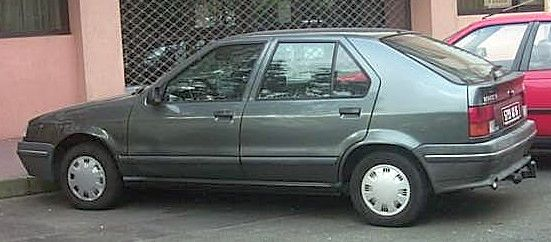
Le prime Renault 19 di base montavano il 1.2 C1G

Questo motore costituiva negli anni ottanta il gradino superiore rispetto al motore da 1108 cc visto in precedenza. Il motore C1G è andato a sostituire in parte le unità Type 810 da 1289 cc, rispetto alle quali si differenziava per cilindrata leggermente inferiore e pari a 1237 cc, ottenuta tramite una leggera riduzione del diametro dei cilindri, passato da 73 a 71,5 mm. Invariata invece la misura della corsa. L'alimentazione era a carburatore, mentre il rapporto di compressione era di 9,25:1. La potenza massima raggiungeva 55 CV a 5250 giri/min, con una coppia massima di 88 N m a 3000 giri/min.

Tale motore ha trovato applicazione su:
- Renault Supercinque SR, TR e GTR (1987-90);
- Renault 9 C, TC, TL e TLE (1987-88);
- Renault 11 C e TC (1987-88);
- Renault 19 1.2 TR (1988-92).

#### Type C6J/C1J/C2J: 1397 cc

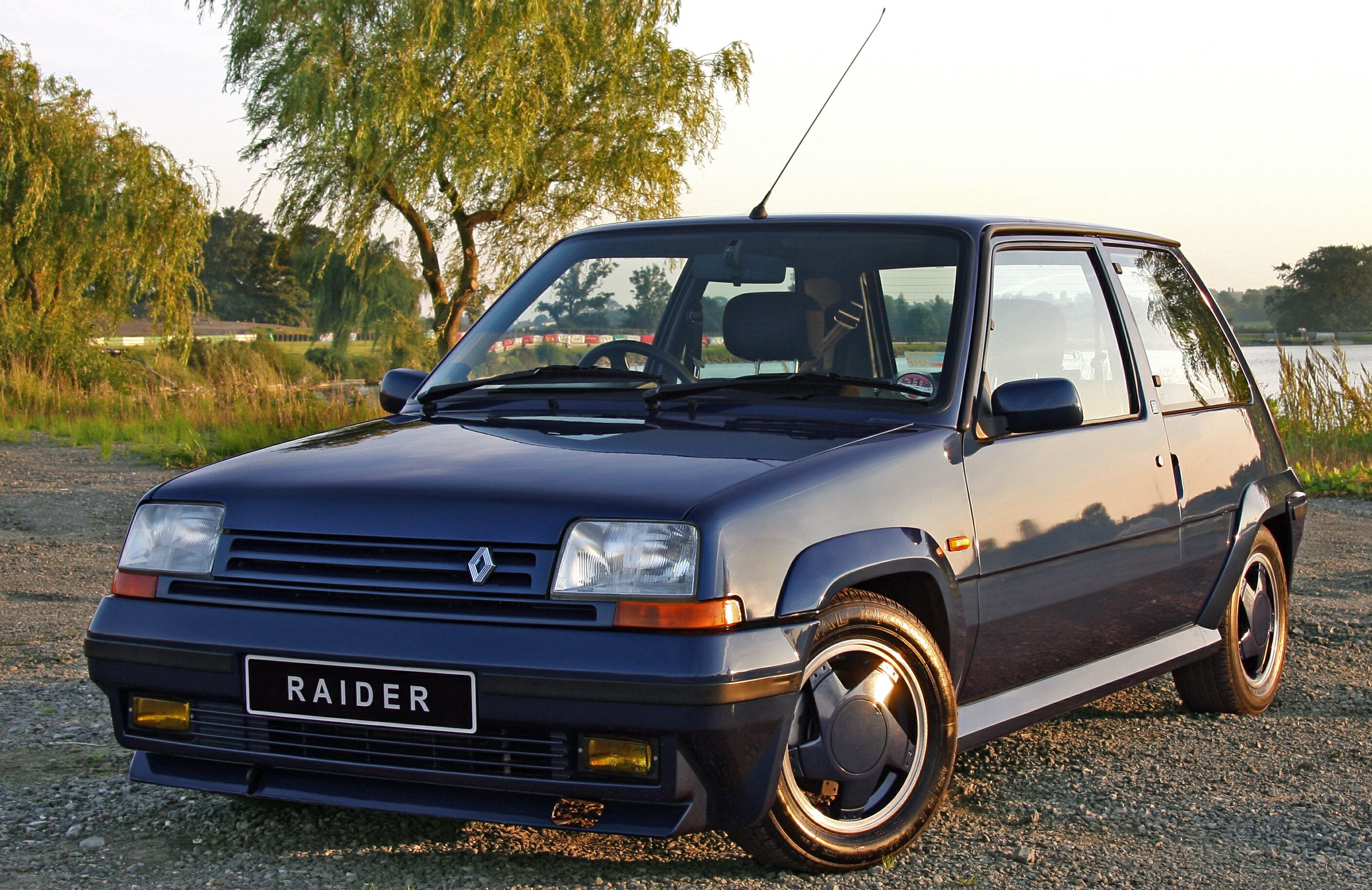
Una delle applicazioni più note e apprezzate di un motore Cléon-Fonte da 1397 cc è stata la Supercinque GT Turbo

Questo motore è stato introdotto per sostituire le versioni più potenti dell'unità 810 da 1289 cc. È nato dalla rialesatura di quest'ultima unità motrice, le cui misure di alesaggio sono state portate da 73 a 76 mm, mantenendo così anche le caratteristiche sottoquadre di quasi tutti i motori Cléon-Fonte. La cilindrata totale raggiungeva 1397 cc, un numero rimasto nel cuore di molti appassionati Renault, per le prestazioni superlative delle vetture più spinte equipaggiate con le evoluzioni più estreme di tale propulsore. Questa è stata la versione più articolata in assoluto tra quelle appartenenti alla famiglia di motori Cléon-Fonte. Ne sono esistite quindi svariate varianti, ma l'intera gamma di applicazioni è sostanzialmente suddivisa in tre sottofamiglie:
- Type C6J (o Type 840): questa variante è stata la prima a debuttare, nel 1976, ed è stata realizzata appositamente per equipaggiare la nuova piccola sportiva di Casa Renault, la Renault 5 Alpine. Questo motore è caratterizzato dall'avere una nuova testata a camere di scoppio emisferiche con valvole a V (due per cilindro), in luogo della tradizionale testata a valvole parallele. Le applicazioni che hanno debuttato entro il 1982 portavano per questo motore la sigla interamente numerica secondo il formato 840.xx, mentre l'unica applicazione che ha debuttato dopo tale data portava la sigla C6J.750. Questa serie è suddivisa in tre varianti, due delle quali sovralimentate. Di queste, la più famosa è senza dubbio quella che ha equipaggiato la "mostruosa" Renault 5 Turbo, primo e unico motore Cléon a sfondare la barriera dei 100 CV/litro con i suoi 160 CV nella versione di serie (ma le versioni da competizione utilizzate in gara arrivano a potenze di oltre 350 CV) e primo motore Cléon-Fonte a utilizzare l'alimentazione a iniezione, in questo caso di tipo meccanico Bosch K-Jetronic.

- Type C1J (o Type 847): nel 1978, due anni dopo il lancio della Renault 5 Alpine, è stata proposta anche una nuova versione dello storico motore da 1.4 litri. In realtà di nuovo non vi era molto, poiché veniva ripresa la testata a valvole parallele utilizzata sulle versioni da 1, 1.1 e 1.3 litri, e montata in questo caso sul blocco motore dell'unità 840-25. Il motore C1J è stato proposto in diverse varianti a partire da quella di base da 48 CV, per arrivare alla versione di punta, sovralimentata e proposta a sua volta in tre sottovarianti da 105, 115 e 120 CV. Tale versione ha fatto uso anche di un intercooler per lo scambio con l'esterno del calore in eccesso.

- Type C2J: questa è la versione a carburatore doppio corpo dell'unità C1J di base, quella da 60 CV. In questo caso, grazie all'ausilio del carburatore a doppio corpo, unica grande differenza rispetto all'unità C1J, la potenza massima sale a 72 CV a 5750 giri/min, mentre la coppia massima raggiunge 104 N m a 3500 giri/min. Un'altra sotto-variante del motore C2J, leggermente depotenziata, erogava 68 CV a 5750 giri/min.

Di seguito vengono riassunte le applicazioni dei motori Cléon-Fonte da 1397 cc:

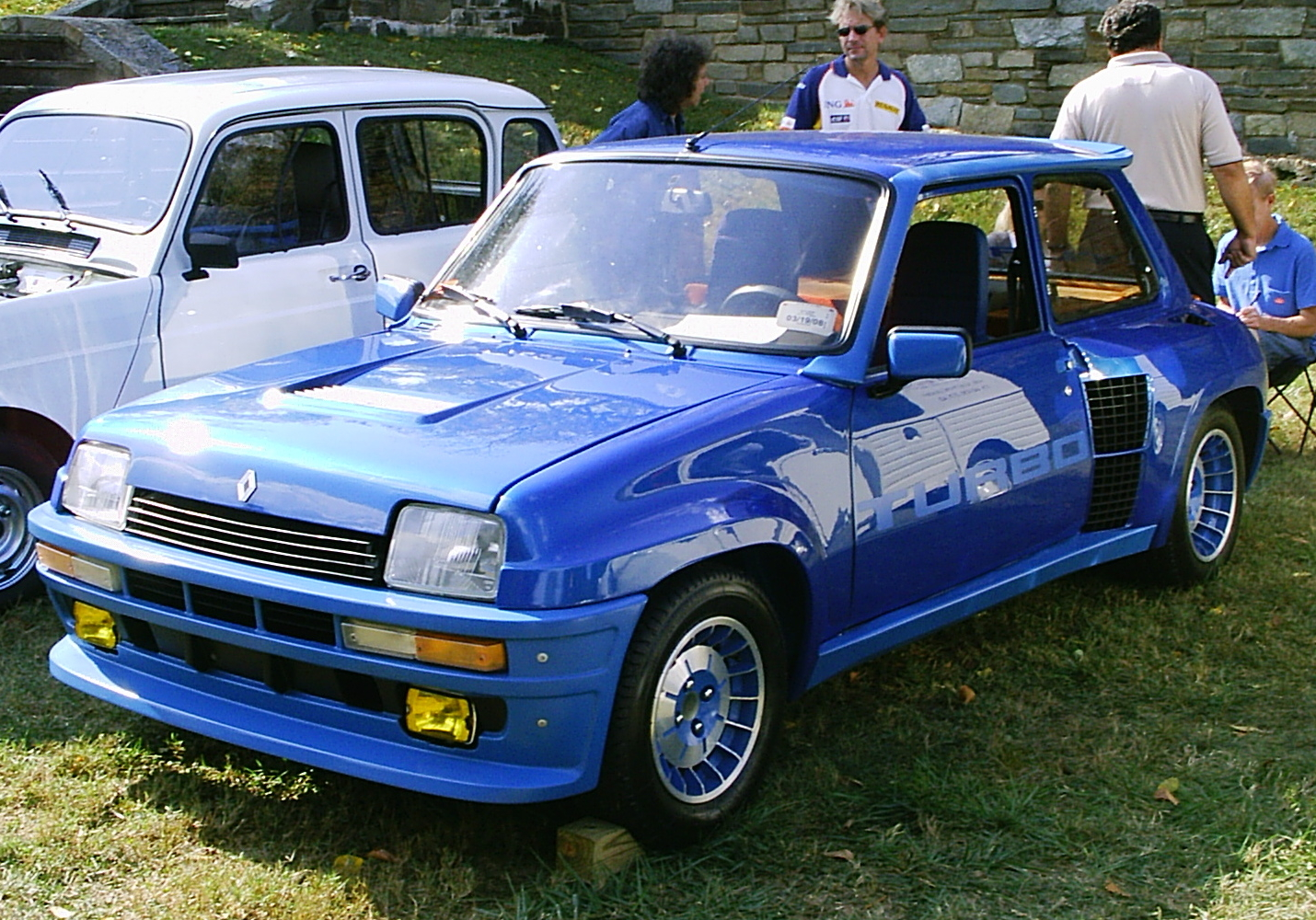
L'applicazione di punta dei motori C6J è stata la R5 Turbo.

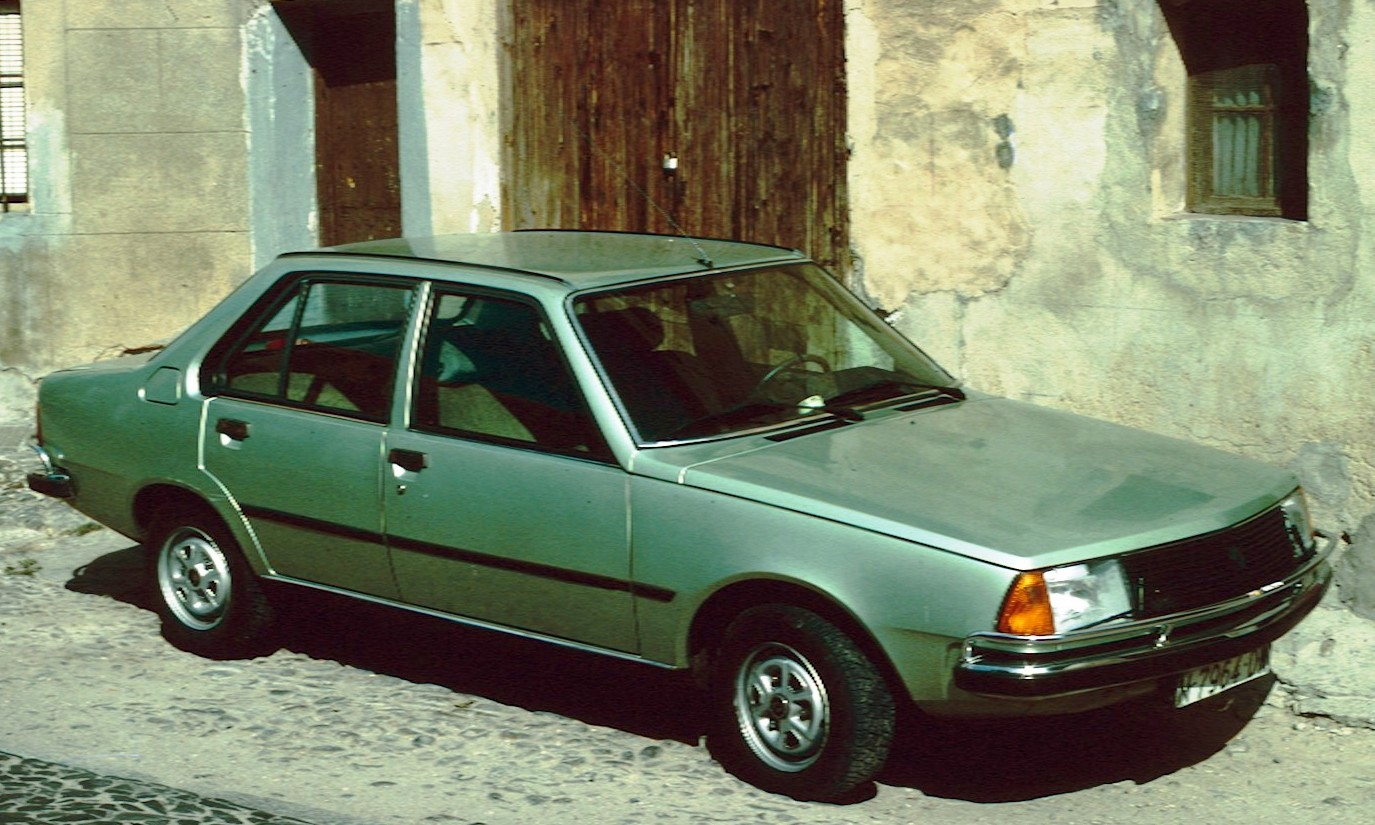
I motori 847/C1J, invece, hanno trovato applicazione su svariati modelli, dalla R18...

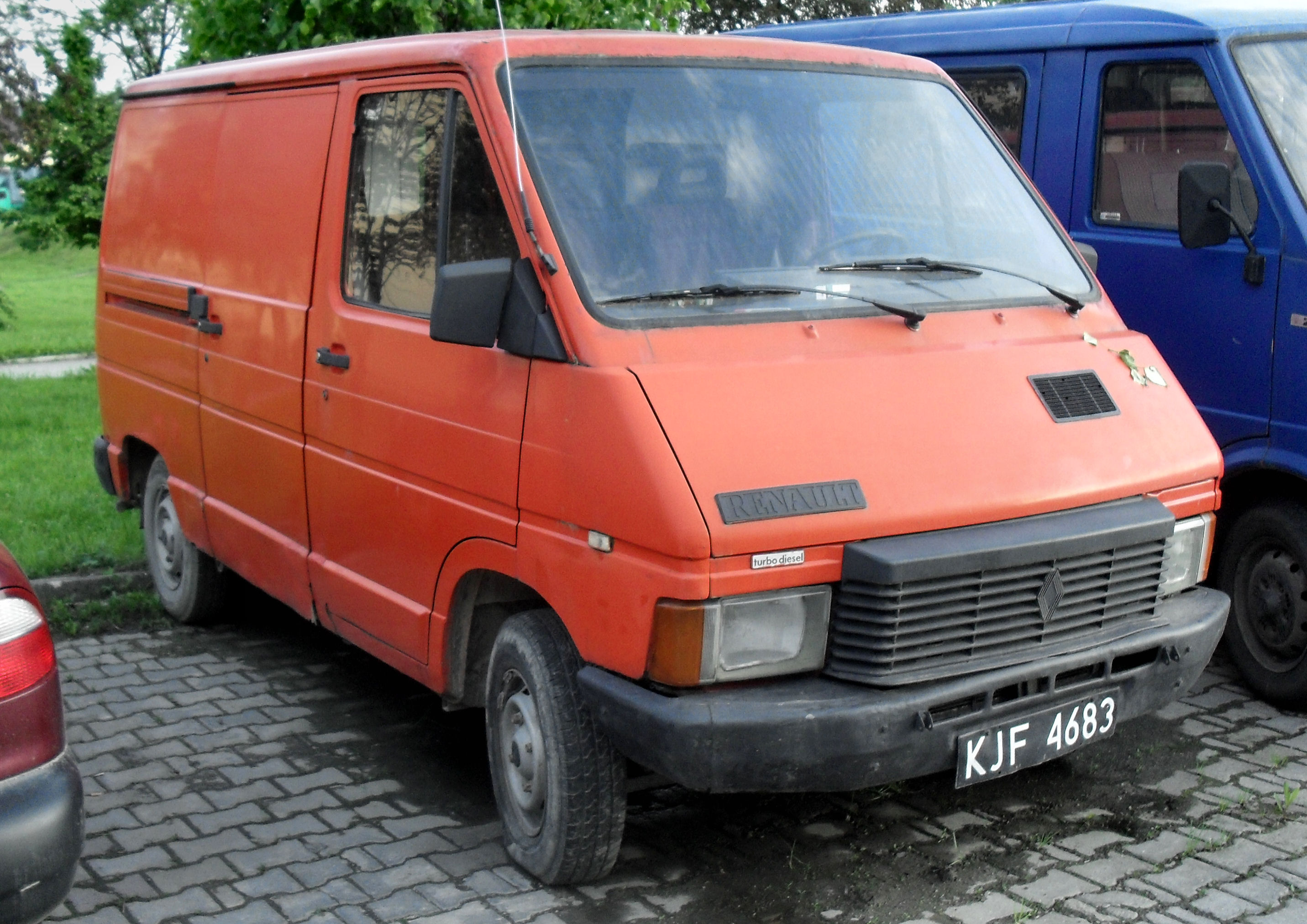
...ai primissimi Renault Trafic di base.

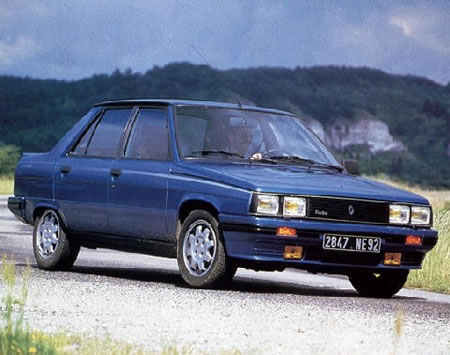
Renault 9 Turbo: I motori C1J Turbo sono stati montati su modelli della Casa come la R11...

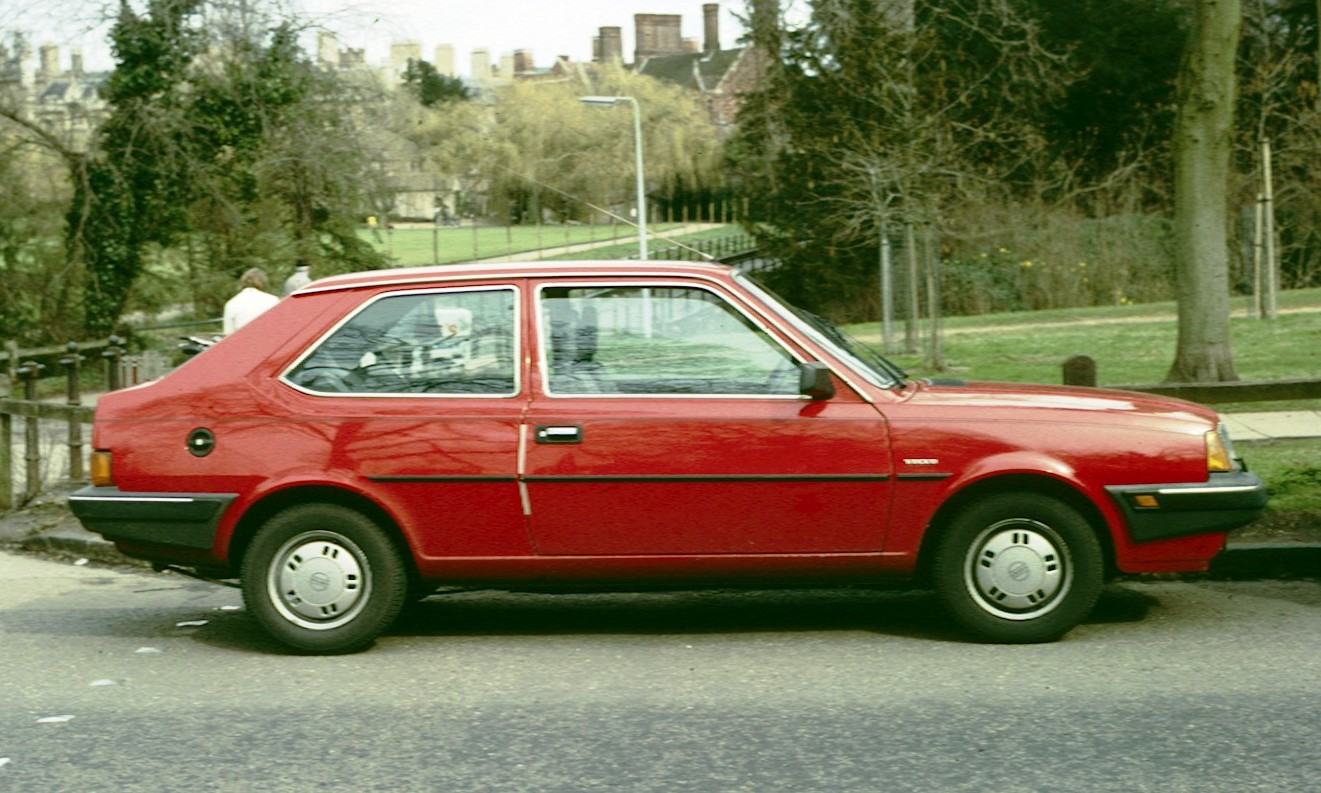
...ma anche su modelli Volvo come la 340.

| Variante               | Alimentazione                                          | Rapporto di compressione | Potenza CV/rpm         | Coppia Nm/rpm          | Applicazioni                  | Anni di produzione     |
| Motori serie 840 e C6J | Motori serie 840 e C6J                                 | Motori serie 840 e C6J   | Motori serie 840 e C6J | Motori serie 840 e C6J | Motori serie 840 e C6J        | Motori serie 840 e C6J |
| ---------------------- | ------------------------------------------------------ | ------------------------ | ---------------------- | ---------------------- | ----------------------------- | ---------------------- |
| 1.                     | Carburatore doppio corpo Weber 32                      | 10                       | 93/6400                | 114/4000               | Renault 5 Alpine              | 1976-81                |
| 2.                     | Carburatore doppio corpo + turbocompressore Garrett    | 8,6                      | 110/6000               | 149/4000               | Renault 5 Alpine Turbo        | 1982-84                |
| 2.                     | Carburatore doppio corpo + turbocompressore Garrett    | 8,6                      | 110/6000               | 149/4000               | Renault 5 Lauréate Turbo      | 1983-84                |
| 3.                     | Iniezione + turbocompressore Garrett T3 + intercooler  | 7                        | 160/7000               | 210/3250               | Renault 5 Turbo 1             | 1980-82                |
| 3.                     | Iniezione + turbocompressore Garrett T3 + intercooler  | 7                        | 160/7000               | 210/3250               | Renault 5 Turbo 2             | 1982-84                |
| Motori serie 847 e C1J |                                                        |                          |                        |                        |                               |                        |
| 1.                     | Carburatore monocorpo                                  | 8,25                     | 48                     | -                      | Renault Trafic Mk1 1.4        | 1980-89                |
| 2.                     | Carburatore monocorpo                                  | 9,25                     | 58,5/5250              | 99/3000                | Renault 5 Automatica          | 1982-84                |
| 3.                     | Carburatore monocorpo                                  | 9,25                     | 60/5250                | 102/2500               | Renault Supercinque GTL 1.4   | 1984-87                |
| 3.                     | Carburatore monocorpo                                  | 9,25                     | 60/5250                | 102/2500               | Renault 9 TL/GTL/TLE          | 1982-85                |
| 4.                     | Carburatore monocorpo                                  | 9,25                     | 62/5500                | 100/3300               | Aro 10.4 e 10.5               | 1984-92                |
| 5.                     | Carburatore monocorpo                                  | 9,25                     | 63/5250                | 101/3000               | Renault 5 TS                  | 1982-83                |
| 5.                     | Carburatore monocorpo                                  | 9,25                     | 63/5250                | 101/3000               | Renault 5 TX                  | 1982-84                |
| 6.                     | Carburatore monocorpo                                  | 9,25                     | 64/5500                | 103/3000               | Renault 18 TL                 | 1978-86                |
| 6.                     | Carburatore monocorpo                                  | 9,25                     | 64/5500                | 103/3000               | Renault 18 GTL                | 1978-82                |
| 7.                     | Carburatore monocorpo                                  | 9,25                     | 68/5250                | 109/3000               | Renault 9 TL/GTL/Automatica   | 1985-88                |
| 8.                     | Carburatore doppio corpo                               | 9,25                     | 72/5750                | 106/3500               | Renault 9 TSE/GTS             | 1981-85                |
| 9.                     | Carburatore monocorpo + turbocompressore               | 8                        | 105/5500               | 162/2500               | Renault 11 Turbo              | 1984-86                |
| 9.                     | Carburatore monocorpo + turbocompressore               | 8                        | 105/5500               | 162/2500               | Renault 9 Turbo               | 1985-86                |
| 10.                    | Carburatore monocorpo + turbocompressore + intercooler | 7,9                      | 115/5750               | 165/3000               | Renault Supercinque GT Turbo  | 1985-87                |
| 10.                    | Carburatore monocorpo + turbocompressore + intercooler | 7,9                      | 115/5750               | 165/3000               | Renault 11 Turbo              | 1987-89                |
| 10.                    | Carburatore monocorpo + turbocompressore + intercooler | 7,9                      | 115/5750               | 165/3000               | Renault 9 Turbo               | 1987-89                |
| 11.                    | Carburatore monocorpo + turbocompressore + intercooler | 7,9                      | 120/5750               | 165/3750               | Renault Supercinque GT Turbo  | 1987-91                |
| Motori serie C2J       |                                                        |                          |                        |                        |                               |                        |
| 1.                     | Carburatore doppio corpo                               | 9,25                     | 72/5750                | 104/3500               | Renault Supercinque GTS e TSE | 1984-87                |
| 1.                     | Carburatore doppio corpo                               | 9,25                     | 72/5750                | 104/3500               | Renault Supercinque TS        | 1985-87                |
| 2.                     | Carburatore doppio corpo                               | 9,25                     | 68/5250                | 104/3500               | Renault Supercinque Automatic | 1985-87                |
| 2.                     | Carburatore doppio corpo                               | 9,25                     | 68/5250                | 104/3500               | Renault Supercinque GTS       | 1987-90                |
| 2.                     | Carburatore doppio corpo                               | 9,25                     | 68/5250                | 104/3500               | Renault 21 1.4                | 1988-92                |
| 2.                     | Carburatore doppio corpo                               | 9,25                     | 68/5250                | 104/3500               | Renault Express 1.4           | 1982-93                |
| 2.                     | Carburatore doppio corpo                               | 9,25                     | 68/5250                | 104/3500               | Volvo 343 base e DL           | 1976-83                |
| 2.                     | Carburatore doppio corpo                               | 9,25                     | 68/5250                | 104/3500               | Volvo 343 GL                  | 1979-83                |
| 2.                     | Carburatore doppio corpo                               | 9,25                     | 68/5250                | 104/3500               | Volvo 345 base, DL e GL       | 1979-83                |
| 2.                     | Carburatore doppio corpo                               | 9,25                     | 68/5250                | 104/3500               | Volvo 340 base, GL e DL       | 1983-86                |

#### Type C3G: 1239 cc

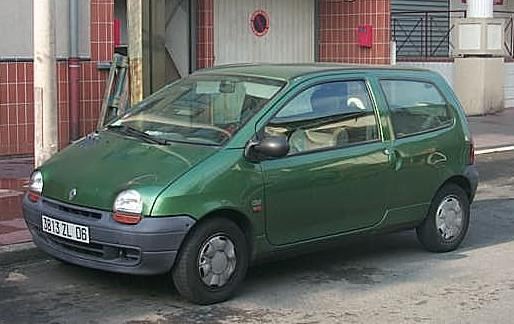
Le prime Twingo montavano motori C3G

Questo motore a iniezione ha sostituito l'unità C1G, vista precedentemente, ma, a dispetto di quanto possa apparire a prima vista, non si tratta di una leggerissima, impercettibile rialesatura della più vecchia unità a carburatore. Infatti, mentre il motore C1G nasce dalla dealesatura del 1.3 litri 810, l'unità C3G deriva piuttosto dalla rialesatura dell'unità C1E-715 da 1.1 litri, anch'essa appartenente alla famiglia Cléon-Fonte. Nel nuovo motore C3G, il diametro dei cilindri è stato aumentato da 70 a 74 mm, mentre la corsa è rimasta invariata a quota 72 mm. Ciò fa del motore C3G uno dei pochi esempi di motore Cléon-Fonte superquadro. La cilindrata totale raggiungeva quindi 1239 cc. Un'altra grossa novità stava nell'introduzione dell'iniezione elettronica single-point, in questo caso gestita da una centralina Marelli 32B. Il rapporto di compressione era di 8.8:1, la potenza massima era d 54 CV CEE a 5300 giri/min e la coppia massima era di 90 N m a 2800 giri/min. Tale motore era provvisto di catalizzatore a tre vie e soddisfaceva le normative Euro 1, in vigore dal 1º gennaio 1993.

Il motore C3G è stato montato su:
- Renault Twingo (1993-96);
- Renault Clio 1.2 3p RL/RDS (1995-98);
- Renault Express 1.2 Cat (1992-94).

#### Type C3J: 1390 cc

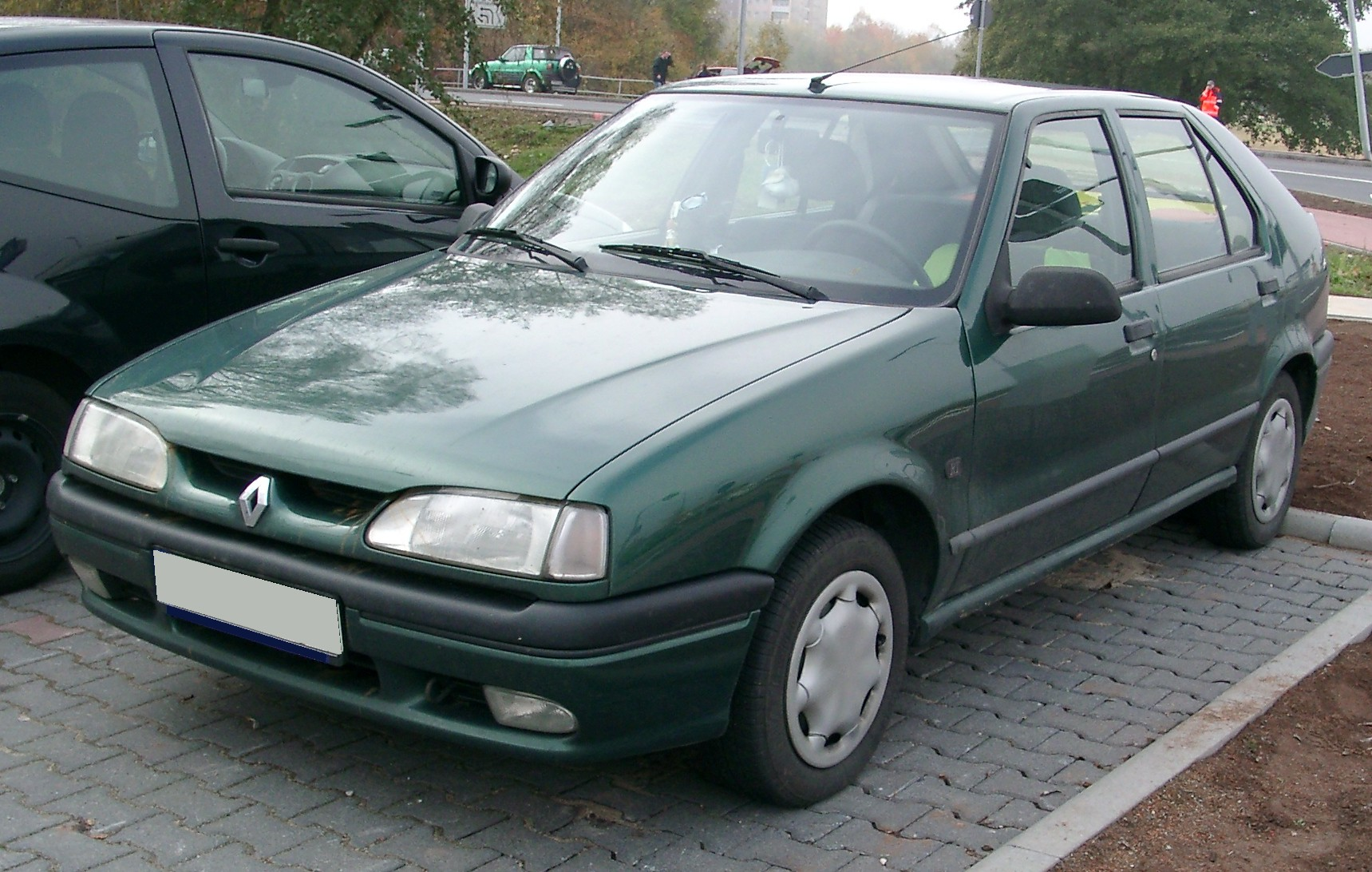
Le Renault 19 seconda serie sono tra gli esempi di applicazione di un motore C3J

Quest'unità motrice, introdotta nel 1986, ha sostituito il glorioso C1J e la sua derivata, il C2J, che di lì a pochi anni sarebbero stati pensionati dopo un lungo periodo di onorato servizio, costellato anche di non pochi successi in campo sportivo.

L'unità C3J è caratterizzata da un alesaggio quasi impercettibilmente ridotto, e che passa dai 76 mm del vecchio 1.4 a 75.8 mm, facendo così in modo che la cilindrata scendesse da 1397 a 1390 cc. 

Con un rapporto di compressione pari a 9:1 e l'introduzione dell'iniezione elettronica, la potenza massima di questo motore raggiungeva 60 CV a 4750 giri/min, con un picco di coppia pari a 100 N m a 3000 giri/min. Il motore C3J non va confuso con l'equivalente unità della famiglia Energy, della stessa cilindrata, ma da 78 CV di potenza massima. È stato in pratica l'anello di congiunzione tra la famiglia Cléon-Fonte e la stessa famiglia Energy. Grazie all'introduzione del catalizzatore, tale unità motrice soddisfaceva le normative Euro 1. Il motore C3J è stato montato su:
- Renault Supercinque Five 1.4 e Saga 1.4 (1993-96);
- Renault 19 TR 1.4 e GTR 1.4 (1988-89).

Una variante da 65 CV è stata montata su alcune serie di Renault Clio 1.4 RN e RT non importate in Italia.

#### Altre varianti
| type motor      | cilindrate | alesaggio (mm) | corsa (mm) | osservazioni                            |
| --------------- | ---------- | -------------- | ---------- | --------------------------------------- |
| 813             | 852 cc     | 61,4           | 72         | Spagna (Fasa-Renault) R4 F4 (1972-1976) |
| M1000           | 1022 cc    | 65             | 77         | Argentina                               |
| 850             | 1037 cc    | 67,7           | 72         | Spagna (Fasa-Renault) R7                |
| M1100           | 1118 cc    | 68             | 77         | Argentina                               |
|                 | 1185 cc    | 70             | 77         | Dacia                                   |
|                 | 1250 cc    | 71,9           | 77         | Australia (R12)                         |
| 804             | 1296 cc    | 75,7           | 72         | R8 Gordini & Alpine A110                |
|                 | 1341 cc    | 71,5           | 83,5       | Ford Brasile                            |
|                 | 1372 cc    | 75,3           | 77         | Ford Brasile                            |
| C7K             | 1430 cc    | 76             | 79         | Préparation R5 Turbo 2                  |
|                 | 1434 cc    | 77             | 77         | Préparation 1440 - R12 & Alpine         |
|                 | 1527 cc    | 77             | 82         | R5 Maxi-Turbo                           |
|                 | 1555 cc    | 77             | 83,5       | Ford Brasile                            |
|                 | 1557 cc    | 77             | 83,6       | Dacia                                   |
| C1L - C2L - C3L | 1565 cc    | 77             | 84         | Spagna (R19) & Argentina                |
|                 | 1578 cc    | 76             | 87         | Dacia                                   |

In Sudamerica il motore Cléon-Fonte è stato prodotto anche in una versione che per cilindrata e misure di alesaggio e corsa ricordava invece uno dei motori della famiglia A. Tale motore aveva infatti una cilindrata di 1565 cm³ e alesaggio e corsa pari a 77x84 mm, esattamente come il motore montato sulla R12 Gordini. La sua sigla era C2L se alimentato a carburatore e C3L se alimentato a iniezione single-point, con potenze rispettivamente di 78 e 74 CV a 5000 giri/min. Tra le applicazioni cui era destinato questo motore va ricordata la Renault 19 1.6 prevista per i mercati dell'America Latina.

## L'eredità del motore Cléon-Fonte
Il motore Cléon-Fonte si evolse alla fine degli anni ottanta per diventare il Motore Energy, debuttando sulla Renault 19. La base era la stessa, ma il propulsore in questo caso adottava un albero a camme in testa azionato da una cinghia dentata.
Successivamente, il motore Energy evolverà a sua volta per diventare il motore K, il quale apparirà sotto il cofano della Mégane I. Questi motori non possiedono più soluzioni come le camicie amovibili. Le versioni monoalbero conserveranno la testata dei motori Energy, ma ne esisteranno anche versioni bialbero a 16 valvole e persino a gasolio. In tempi ancor più recenti, la collaborazione con la Nissan ha portato alla realizzazione di un nuovo motore 1.4 con cilindrata di 1397 cm³, per commemorare l'indimenticato 1.4 Cléon-Fonte di cilindrata identica.